# Saison 2010-2011 des Girondins de Bordeaux
Maillots
Chronologie
Saison précédente Saison suivante
Les Girondins de Bordeaux sont engagés cette année dans 3 compétitions : la Ligue 1, la Coupe de la Ligue où ils n'entreront qu'à partir du stade des 16e finale ainsi que la Coupe de France.
Jean-Louis Triaud est le Président du club depuis 2002.

## Historique de la saison
La saison 2010-2011 est marquée par plusieurs changements majeurs : Laurent Blanc quitte le club et rejoint la sélection nationale, Marouane Chamakh et Yoann Gourcuff rejoignent respectivement Arsenal et l'Olympique lyonnais. Jean Tigana est nommé entraineur des Girondins avec Michel Pavon en adjoint.
L'équipe s'impose en amical contre Osasuna 2-0 mais continue de perdre en championnat et se retrouve relégable avant de battre l'Olympique lyonnais qui était lui aussi dans la zone rouge. Après cette victoire, Bordeaux prend 7 points en 3 matchs en battant Lorient et Auxerre ainsi qu'un match nul contre Caen. Après cette série de bons résultats, Bordeaux se fait battre par le leader Brest 2-0 à domicile. Les Girondins attendront trois journées pour s'imposer contre Nancy 2-1 sur un but accordé de manière litigieuse. Grâce à un triplé d'Anthony Modeste, les marines et blancs s'imposent 4-2 contre le dernier du championnat Arles-Avignon.
Les mauvaises prestations de l'équipe girondine s'enchaînent et la trêve hivernale arrive. Les Girondins font miraculeusement match nul à domicile (2-2) face au RC Lens. La crise couve. Le niveau de jeu de l'équipe est en chute libre et les bordelais se retrouvent au fond du gouffre à la mi-saison. Jean Tigana perd peu à peu le contrôle du vestiaire et des rumeurs persistantes le disent partant. On évoque notamment le nom de Rolland Courbis pour le remplacer. Il choisit finalement de rester malgré la pression des supporters qui souhaitaient voir un "grand entraineur" sur le banc et du "beau jeu". Le recrutement inopportun de joueurs méconnus comme André illustre bien le désarroi dans lequel se trouve le club.
Nicolas de Tavernost, président d'M6, propriétaire des Girondins de Bordeaux évoque ses craintes dans la presse locale et déclare que le club ne pourra pas conserver un effectif de ligue des champions si le FCGB ne se qualifie pas pour la prestigieuse Coupe d'Europe. On annonce des cadres partant comme Alou Diarra ou Cédric Carrasso.
La fin de saison s'annonce pour le moins difficile. Les Girondins de Bordeaux sont éliminés par Angers en 1/16es de finale de la Coupe de France. Les Girondins subissent une lourde défaite (5-1) à Lorient. Les tensions entre Jean Tigana et son adjoint Michel Pavon éclatent au grand jour au terme de la rencontre. Michel Pavon sera écarté par le Président Triaud le 24 février 2011 en raison des tensions entre Pavon et Tigana.
Après une défaite 4 à 0 à domicile contre Sochaux, Jean Tigana présente sa démission, démission acceptée par le Président Jean-Louis Triaud. Eric Bedouet, préparateur physique mais détenteur des diplômes d'entraineur, prend la relève pour la fin de la saison en compagnie de Franck Mantaux (l'entraineur des gardiens qui assure l'intérim de Dominique Dropsy atteint d'une leucémie depuis avril 2010), de Philippe Lucas (entraineur des moins de 19 ans des Girondins de Bordeaux et ancien joueur du Club) et de Lilian Laslandes qui s'occupera spécifiquement des attaquants.
Après une défaite contre le Racing Club de Lens (1-0), Eric Bedouet et les Girondins s'imposent face au Paris Saint Germain (1-0) avec notamment une grosse prestation de Cédric Carrasso. Après une nouvelle défaite sur le terrain de Toulouse (2-0), les Girondins l'emportent (2-0) lors de leur dernier match à domicile face à Montpellier. Le Président Jean-Louis Triaud annonce le 29 mai 2011 avant le match, la prolongation de deux années supplémentaires du contrat de Cédric Carrasso sur la chaine officielle du club, Girondins TV.
Pour le dernier match de la saison, Ulrich Ramé est titulaire dans les buts bordelais et capitaine pour son dernier match sous les couleurs girondines. Il sort à la 55e minute sous les ovations de Chaban Delmas. Il a porté les couleurs des Girondins pendant quatorze ans et disputé 525 matchs officiels (compétitions nationales et internationales confondues). Les Girondins de Bordeaux terminent septième du championnat et enchainent donc une deuxième saison consécutive sans Coupe d'Europe. C'est la seconde saison consécutive que les Girondins terminent à une place de la Coupe d'Europe.

## Joueurs et encadrement

### Dirigeants
- Jean-Louis Triaud, président
- Nicolas de Tavernost, actionnaire principal
- Patrick Battiston et Marius Trésor, responsables du centre de formation

### Staff technique
- Éric Bedouet, préparateur physique et entraineur (depuis le 7 mai 2011)
- Dominique Dropsy, entraîneur des gardiens
- Franck Mantaux, entraîneur des gardiens par intérim (depuis avril 2011)

### Transferts

#### Été 2010
| Nom                  | Nationalité | Transfert                | Provenance/Destination    | Division           |
| Arrivées             |             |                          |                           |                    |
| Anthony Modeste      | France      | Achat (4 ans, 3 M d'€)   | OGC Nice                  | Ligue 1            |
| Vujadin Savić        | Serbie      | Achat (5 ans, 2 M d'€)   | Étoile Rouge Belgrade     | Meridian SuperLiga |
| Fahid Ben Khalfallah | Tunisie     | Achat (4 ans, 5 M d'€)   | Valenciennes FC           | Ligue 1            |
| Prêt                 |             |                          |                           |                    |
| Moussa Maazou        | Niger       | Prêt avec option d'achat | CSKA Moscou               | Premier-Liga       |
| Retours de prêt      |             |                          |                           |                    |
| Pierre Ducasse       | France      | Retour de prêt           | FC Lorient                | Ligue 1            |
| Cheick Diabaté       | Mali        | Retour de prêt           | AS Nancy-Lorraine         | Ligue 1            |
| Wilfried Moimbé      | France      | Retour de prêt           | AC Ajaccio                | Ligue 2            |
| Floyd Ayité          | Togo        | Retour de prêt           | AS Nancy-Lorraine         | Ligue 1            |
| Matthieu Saunier     | France      | Retour de prêt           | Rodez AF                  | National           |
| Kevin Olimpa         | France      | Retour de prêt           | SCO Angers                | Ligue              |
| Florian Marange      | France      | Retour de prêt           | AS Nancy-Lorraine         | Ligue 1            |
| Grzegorz Krychowiak  | Pologne     | Retour de prêt           | Stade de Reims            | Ligue 2            |
| Paul Lasne           | France      | Retour de prêt           | Châteauroux               | Ligue 2            |
| Signatures pros      |             |                          |                           |                    |
| Abdoulaye Keita      | France      | 1er contrat pro          | Réserve FCGB              | CFA                |
| Christopher Glombard | France      | 1er contrat pro          | Réserve FCGB              | CFA                |
| Départs              |             |                          |                           |                    |
| Marouane Chamakh     | Maroc       | Vente (Fin de contrat)   | Arsenal FC                | Premier League     |
| Yoann Gourcuff       | France      | Vente (5 ans, 22 M'€)    | Olympique lyonnais        | Ligue 1            |
| Diego Placente       | Argentine   | Vente (1 an)             | San Lorenzo               | Primera división   |
| Franck Jurietti      | France      | Fin de Contrat           | Retraite                  |                    |
| Wilfried Moimbé      | France      | Vente (3 ans)            | Tours FC                  | Ligue 2            |
| Fabien Farnolle      | France      | Vente                    | Clermont Foot Auvergne 63 | Ligue 2            |
| Prêts                |             |                          |                           |                    |
| Grzegorz Krychowiak  | Pologne     | Prêt                     | Stade de Reims            | Ligue 2            |
| Christopher Glombard | France      | Prêt                     | Stade de Reims            | Ligue 2            |
| Grégory Sertic       | France      | Prët                     | Racing Club de Lens       | Ligue 1            |
| Fernando Cavenaghi   | Argentine   | Prêt                     | RCD Mallorca              | Primera division   |
| Paul Lasne           | France      | Prêt                     | AC Ajaccio                | Ligue 2            |
| Abdou Traoré         | Mali        | Prêt                     | OGC Nice                  | Ligue 1            |
| Matthieu Saunier     | France      | Prêt                     | ESTAC Troyes              | Ligue 2            |

#### Hiver 2011
| Nom             | Nationalité | Transfert      | Provenance/Destination | Division               |
| Départs         |             |                |                        |                        |
| Prêts           |             |                |                        |                        |
| David Bellion   | France      | Prêt           | OGC Nice               | Ligue 1                |
| Henri Saivet    | France      | Prêt           | Angers SCO             | Ligue 2                |
| Retours de prêt |             |                |                        |                        |
| Moussa Maazou   | Niger       | Retour de prêt | CSKA Moscou            | Premier-Liga           |
| Arrivés         |             |                |                        |                        |
| Prêts           |             |                |                        |                        |
| André           | Brésil      | Prêt           | Dinamo Kiev            | Premier League Ukraine |

## Rencontres de la saison
Tous les matchs à domicile se jouent au Stade Jacques-Chaban-Delmas

### Matchs amicaux d'avant-saison
| Date        | Adversaire        | Lieu                            | Score | Buteurs                                    | Public |
| ----------- | ----------------- | ------------------------------- | ----- | ------------------------------------------ | ------ |
| 10 juillet  | Lille OSC         | Anglet (Pyrénées-Atlantiques)   | 1 - 0 | Wendel 65e                                 |        |
| 17 juillet  | AC Ajaccio        | Capbreton (Landes)              | 2 - 0 | Wendel 35e (pen.) Jussiê 36e (pen.)        |        |
| 20 juillet  | Legia Varsovie    | La Rochelle (Charente-Maritime) | 4 - 1 | Plašil 38e Wendel 42e Cavenaghi 54e et 58e | 10 901 |
| 24 juillet  | Tours FC          | Dinard (Ille-et-Vilaine)        | 1 - 0 | Savic 87e                                  |        |
| 3 septembre | Osasuna Pampelune | Mont-de-Marsan (Landes)         | 2 - 0 | Wendel 28eBellion 41e                      |        |

Les Girondins de Bordeaux remportent le Tournoi de Paris 2010.
| Date       | Adversaire | Lieu       | Score | Buteurs             | Public |
| ---------- | ---------- | ---------- | ----- | ------------------- | ------ |
| 31 juillet | AS Roma    | Paris (75) | 1 - 1 | Wendel 70e          |        |
| 1er août   | FC Porto   | Paris (75) | 2 - 1 | Ayité 59e Ciani 84e |        |

### Ligue 1

#### Résultats
| Date              | Journée | Adversaire             | Lieu | Résultat (rapport) | Buteurs                                   | Place | Points | Affluence | Diffusion    |
| 8 août 2010       | J01     | Montpellier HSC        | Ext. | 1 - 0              | -                                         | 18e   | 0      | 21810     | Canal+       |
| 15 août 2010      | J02     | Toulouse FC            | Dom. | 1 - 2              | Plašil 48e                                | 19e   | 0      | 31614     | Foot+        |
| 22 août 2010      | J03     | Paris Saint Germain    | Ext. | 1 - 2              | Diarra 67e, Ciani 90+4e                   | 17e   | 3      | 30073     | Canal+       |
| 29 août 2010      | J04     | Olympique de Marseille | Dom. | 1 - 1              | Modeste 88e                               | 15e   | 4      | 32805     | Canal+       |
| 12 septembre 2010 | J05     | OGC Nice               | Ext. | 2 - 1              | Modeste 90+6e (pen.)                      | 18e   | 4      | 10309     | Foot+        |
| 19 septembre 2010 | J06     | Olympique lyonnais     | Dom. | 2 - 0              | Diarra 60e, Jussiê 90+2e                  | 13e   | 7      | 29890     | Canal+       |
| 25 septembre 2010 | J07     | SM Caen                | Ext. | 0 - 0              | -                                         | 13e   | 8      | 19467     | Foot+        |
| 2 octobre 2010    | J08     | FC Lorient             | Dom. | 1 - 0              | Ciani 26e                                 | 10e   | 11     | 23944     | Foot+        |
| 16 octobre 2010   | J09     | AJ Auxerre             | Ext. | 0 - 1              | Modeste 19e                               | 7e    | 14     | 10270     | Foot+        |
| 23 octobre 2010   | J10     | Stade brestois         | Dom. | 0 - 2              | -                                         | 9e    | 14     | 25528     | Foot+        |
| 2 novembre 2010   | J11     | AS Monaco              | Ext. | 2 - 2              | Jussiê 74e                                | 9e    | 15     | 5 105     | Foot+        |
| 6 novembre 2010   | J12     | Valenciennes FC        | Dom. | 1 - 1              | Maazou 86e                                | 10e   | 16     | 21679     | Foot+        |
| 13 novembre 2010  | J13     | AS Nancy-Lorraine      | Dom. | 2 - 1              | L.Sané 22e, Wendel 88e                    | 8e    | 19     | 22640     | Foot+        |
| 21 novembre 2010  | J14     | AC Arles-Avignon       | Ext. | 2 - 4              | Modeste 35e 59e 88e, Gouffran 39e         | 7e    | 22     | 9285      | Foot+        |
| 27 novembre 2010  | J15     | LOSC Lille Métropole   | Dom. | 1 - 1              | Rami 51e (csc)                            | 7e    | 23     | 26066     | Orange sport |
| 5 décembre 2010   | J16     | AS Saint-Etienne       | Ext. | 2 - 2              | Ben Khalfallah 30e, Fernando 89e          | 8e    | 24     | 19008     | Canal+       |
| 12 décembre 2010  | J17     | Stade rennais          | Dom. | 0 - 0              | -                                         | 8e    | 25     | 19991     | Canal+       |
| 19 décembre 2010  | J18     | FC Sochaux-Montbéliard | Ext. | 1 - 1              | Jussiê 28e                                | 9e    | 26     | 12030     | Foot+        |
| 22 décembre 2010  | J19     | RC Lens                | Dom. | 2 - 2              | Diarra 67e, Gouffran 90+2e                | 8e    | 27     | 24014     | Orange sport |
| 16 janvier 2011   | J20     | Olympique de Marseille | Ext. | 2 - 1              | Modeste 74e (Pén)                         | 10e   | 27     | 48147     | Canal+       |
| 30 janvier 2011   | J21     | OGC Nice               | Dom. | 2 - 0              | L.Sané 38e, Modeste 57e                   | 8e    | 30     | 20368     | Foot+        |
| 6 février 2011    | J22     | Olympique lyonnais     | Ext. | 0 - 0              |                                           | 9e    | 31     | 35909     | Canal+       |
| 19 février 2011   | J23     | SM Caen                | Dom. | 1 - 2              | Modeste 49e                               | 9e    | 31     | 21857     | Foot+        |
| 12 février 2011   | J24     | FC Lorient             | Ext. | 5 - 1              | Fernando 40e                              | 12e   | 31     | 15515     | Orange sport |
| 26 février 2011   | J25     | AJ Auxerre             | Dom. | 3 - 0              | Diarra 13e, Modeste 53e (pen), Plašil 79e | 10e   | 34     | 23105     | Orange sport |
| 6 mars 2011       | J26     | Stade brestois         | Ext. | 1 - 3              | Wendel 49e, Plašil 67e, Diabaté 92e       | 7e    | 37     | 14034     | Foot+        |
| 13 mars 2011      | J27     | AS Monaco              | Dom. | 0 - 1              |                                           | 8e    | 37     | 26680     | Foot+        |
| 19 mars 2011      | J28     | Valenciennes FC        | Ext. | 2 - 2              | Jussiê 81e, Ciani 84e                     | 8e    | 38     | 11072     | Foot+        |
| 2 avril 2011      | J29     | AS Nancy-Lorraine      | Ext. | 0 - 0              |                                           | 8e    | 39     | 19035     | Foot+        |
| 9 avril 2011      | J30     | AC Arles-Avignon       | Dom. | 0 - 0              |                                           | 8e    | 40     | 24250     | Foot+        |
| 16 avril 2011     | J31     | LOSC Lille Métropole   | Ext. | 1 - 1              | Savic 76e                                 | 10e   | 41     | 11072     | Orange sport |
| 24 avril 2011     | J32     | AS Saint-Etienne       | Dom. | 2 - 0              | Plašil 15e, Diabaté 89e                   | 6e    | 44     | 29657     | Foot+        |
| 30 avril 2011     | J33     | Stade rennais          | Ext. | 0 - 0              |                                           | 8e    | 45     | 22010     | Foot+        |
| 7 mai 2011        | J34     | FC Sochaux-Montbéliard | Dom. | 0 - 4              |                                           | 9e    | 45     | 24143     | Foot+        |
| 11 mai 2011       | J35     | RC Lens                | Ext. | 1 - 0              |                                           | 11e   | 45     | 28209     | Foot+        |
| 15 mai 2011       | J36     | Paris Saint Germain    | Dom. | 1 - 0              | Diabaté 6e                                | 8e    | 48     | 25648     | Foot+        |
| 21 mai 2011       | J37     | Toulouse FC            | Ext. | 2 - 0              |                                           | 9e    | 48     | 18430     | Foot+        |
| 29 mai 2011       | J38     | Montpellier HSC        | Dom. | 2 - 0              | Diabaté 15e, Wendel 37e                   | 7e    | 51     | 21045     | Foot+        |

#### Classement
Voici le classement final, mis à jour le 29 mai 2011 à l'issue de la 38e journée.
| Rang | Équipe                     | Pts | J  | G  | N  | P  | Bp | Bc | Diff |
| ---- | -------------------------- | --- | -- | -- | -- | -- | -- | -- | ---- |
| 1    | Lille OSCCF                | 76  | 38 | 21 | 13 | 4  | 68 | 36 | +32  |
| 2    | Olympique de MarseilleT,CL | 68  | 38 | 18 | 14 | 6  | 62 | 39 | +23  |
| 3    | Olympique lyonnais         | 64  | 38 | 17 | 13 | 8  | 61 | 40 | +21  |
| 4    | Paris SG                   | 60  | 38 | 15 | 15 | 8  | 56 | 41 | +15  |
| 5    | FC Sochaux-Montbéliard     | 58  | 38 | 17 | 7  | 14 | 60 | 43 | +17  |
| 6    | Stade rennais              | 56  | 38 | 15 | 11 | 12 | 38 | 35 | +3   |
| 7    | FC Girondins de Bordeaux   | 51  | 38 | 12 | 15 | 11 | 43 | 42 | +1   |
| 8    | Toulouse FC                | 50  | 38 | 14 | 8  | 16 | 38 | 36 | +2   |
| 9    | AJ Auxerre                 | 49  | 38 | 10 | 19 | 9  | 45 | 41 | +4   |
| 10   | AS Saint-Etienne           | 49  | 38 | 12 | 13 | 13 | 46 | 47 | -1   |
| 11   | FC Lorient                 | 49  | 38 | 12 | 13 | 13 | 46 | 48 | -2   |
| 12   | Valenciennes FC            | 48  | 38 | 10 | 18 | 10 | 45 | 41 | +4   |
| 13   | AS Nancy-Lorraine          | 48  | 38 | 13 | 9  | 16 | 43 | 48 | -5   |
| 14   | Montpellier HSC            | 47  | 38 | 12 | 11 | 15 | 32 | 43 | -11  |
| 15   | SM CaenP                   | 46  | 38 | 11 | 13 | 14 | 46 | 51 | -5   |
| 16   | Stade brestoisP            | 46  | 38 | 11 | 13 | 14 | 36 | 43 | -7   |
| 17   | OGC Nice                   | 46  | 38 | 11 | 13 | 14 | 33 | 48 | -15  |
| 18   | AS Monaco                  | 44  | 38 | 9  | 17 | 12 | 36 | 40 | -4   |
| 19   | RC Lens                    | 35  | 38 | 7  | 14 | 17 | 35 | 58 | -23  |
| 20   | AC Arles-AvignonP          | 20  | 38 | 3  | 11 | 24 | 21 | 70 | -49  |

Qualifications européennes
Ligue des champions 2011-2012
- 1er et 2e : phase de groupes
- 3e : tour de barrages pour non-champions

Ligue Europa 2011-2012
- 4e et 5e  : tour de barrages
- 6e : 3e tour de qualification

Relégation
- 18e, 19e et 20e : relégation en Ligue 2 2011-2012

Abréviations
T : Tenant du titre

CF : Vainqueur de la Coupe de France 2010-2011

CL : Vainqueur de la Coupe de la Ligue 2010-2011

P : Promus de Ligue 2 2009-2010

### Coupe de France
| Date            | Tour | Adversaire                  | Lieu                        | Score | Buteurs                      | Affluence | Diffusion |
| --------------- | ---- | --------------------------- | --------------------------- | ----- | ---------------------------- | --------- | --------- |
| 8 janvier 2011  | 1/32 | Football Club de Rouen 1899 | Stade Jacques Chaban Delmas | 3 - 1 | Modeste 30e, Diabaté 48e 81e | 9000      | Eurosport |
| 22 janvier 2011 | 1/16 | Angers SCO                  | Stade Jean Bouin            | 1 - 0 |                              | 16021     | France 2  |

### Coupe de la Ligue
| Date              | Tour | Adversaire        | Lieu                    | Score | Buteurs                  | Affluence | Diffusion        |
| ----------------- | ---- | ----------------- | ----------------------- | ----- | ------------------------ | --------- | ---------------- |
| 22 septembre 2010 | 1/16 | AS Nancy-Lorraine | Stade Marcel Picot      | 1 - 2 | Bellion 11e, Modeste 70e | 14 605    | France 3 Régions |
| 26 octobre 2010   | 1/8  | AS Saint-Etienne  | Stade Geoffroy-Guichard | 1 - 0 |                          | 24 841    | France 4         |